# Zelandanura bituberculata
Zelandanura bituberculata är en urinsektsart som beskrevs av Louis Deharveng och Wise 1987. Zelandanura bituberculata ingår i släktet Zelandanura och familjen Neanuridae. Inga underarter finns listade i Catalogue of Life.